# هيئة العالم
هيئة العالم هو كتاب لأبي بكر الرازي، من الكتب الكيميائية اهتم فيها بعلم الكيمياء والكون والعالم، كان يعيّن الكثافات النوعية للسوائل وحجم الكون والميزان الطبيعي للاشياء.